# Lijst van voetbalinterlands België - Servië (vrouwen)
Deze lijst van voetbalinterlands is een overzicht van alle officiële voetbalinterlands tussen de nationale vrouwenteams van België en Servië. De landen hebben tot nu toe twee keer tegen elkaar gespeeld.

## Wedstrijden
| № | Plaats       | Datum             | Competitie           | Wedstrijd       | Uitslag |
| - | ------------ | ----------------- | -------------------- | --------------- | ------- |
| 1 | Leuven       | 30 november 2015  | EK 2017 kwalificatie | België − Servië | 1 − 1   |
| 2 | Stara Pazova | 15 september 2016 | EK 2017 kwalificatie | Servië − België | 1 − 3   |

## Samenvatting
| Competitie      | Totaal gespeeld | Winst België | Gelijk | Winst Servië | Doelsaldo België – Servië |
| --------------- | --------------- | ------------ | ------ | ------------ | ------------------------- |
| EK-kwalificatie | 2               | 1            | 1      | 0            | 4 − 2                     |
| Totaal          | 2               | 1            | 1      | 0            | 4 − 2                     |